# Le Plus Heureux des hommes
Pour plus de détails, voir Fiche technique et Distribution.
Le Plus heureux des hommes est un film français réalisé par Yves Ciampi et sorti en 1952.

## Fiche technique
- Titre : Le Plus Heureux des hommes
- Réalisation : Yves Ciampi
- Scénario : Fernand Gravey, Jean Halain, d'après la pièce de Jean Guitton, Je l'aimais trop
- Dialogues : Jean Halain
- Décors : René Moulaert
- Photographie : Marcel Grignon
- Son : René Forget
- Montage : Roger Dwyre
- Musique : Louiguy
- Production : Adry de Carbuccia, Henri Bérard et Roland Girard
- Sociétés de production : Les Films du Cyclope et Indus Films
- Société de distribution : Pathé Consortium Cinéma
- Pays de production :  France
- Format :  Noir et blanc - 1,37:1 - 35 mm - Son mono
- Genre : Comédie
- Durée : 87 minutes
- Date de sortie :
  - France : 26 novembre 1952

## Distribution
- Fernand Gravey : Armand Dupuis-Martin
- Jean-Claude Pascal : Michel Brissac
- Jean Parédès : François Lombard
- Marcel Josz : Borel
- Claude Péran : Inspecteur Alain
- Maria Mauban : Sophie Vadier
- Pierre Mondy : Gaston
- Christiane Barry : Florence Dupuis-Martin
- Harry Max : Docteur Moulinot
- Paul Faivre : le juge d'instruction
- Hélène Duc : l'avocate mondaine
- Maurice Biraud : le jeune avocat
- Jacques Morlaine : le photographe
- André Numès fils : le mangeur de cacahuètes
- Jacques Denoël : le barman
- Georgette Talazac : la cliente
- Louis Arbessier : Valise
- Philippe Richard : Bayadère
- Lucien Frégis : l'agent
- Jean Sylvère et Grégoire Gromoff : les invités au vernissage
- Daniel Cauchy
- Jacques Ciron
- Richard Flagey
- Alfred Goulin
- Dominique Marcas
- Georges Montant